# Novodubrovski
Novodubrovski (en rus: Новодубровский) és un poble (possiólok) del krai de l'Altai, a Rússia, que en el cens del 2010 no tenia cap habitant.